# Хирохико Араки
Хирохико Араки (яп. 荒木 飛呂彦 Араки Хирохико, род. 7 июня 1960 года, Сендай, Мияги), настоящее имя Тосиюки Араки (яп. 荒木 利之 Араки Тосиюки), — японский мангака, наиболее известен благодаря своей работе над мангой JoJo’s Bizarre Adventure в 9 частях, которая публикуется в журнале Weekly Shōnen Jump уже более 35 лет. Только в Японии было продано свыше 81 миллионов копий манги (по состоянию на 2007 год). В 2019 году Хирохико Араки получил премию Министерства культуры Японии за достижения в искусстве.

## Ранняя жизнь
Детство мальчик по имени Тосиюки Араки провёл в Сендае с родителями и младшими сёстрами-близнецами. Араки очень раздражало шумное поведение сестёр, поэтому он уединялся в своей комнате, увлечённо читая мангу Ai to Makoto, а также просматривая художественные альбомы отца. Так Араки заинтересовало написание манги. Его предметом вдохновения также послужили картины Поля Гогена. После того, как одноклассник похвалил Араки за его первую мангу, мальчик стал увлечённо рисовать комиксы, не говоря об этом родителям. При поступлении в старшую школу Араки впервые представил свою мангу журнальному издательству, однако оно отклонило все работы Араки, ссылаясь на то, что многие мангаки, в его возрасте и даже младше, успели создать более профессиональные и качественные комиксы. Араки решил не сдаваться и начал посещать издательства в Токио, дорабатывая свою мангу, порой не спав целые сутки. В результате работой заинтересовался редактор журнала Shueisha; он раскритиковал работу Араки, но сказал, что у неё есть потенциал, и если её хорошо почистить и улучшить, то она может получить премию Осаму Тэдзуки.

## Мангака
Араки отчислился из педагогического университета Мияги и создал короткую главу манги Poker Under Arms, где действие происходит на Диком Западе. Манга была высоко оценена общественностью и получила премию Тэдзуки. Первая короткая манга Араки, которая начала публиковаться (1983 год), называется Cool Shock B.T. и повествует о мальчике-волшебнике, который должен разгадывать разные тайны. Однако Араки решил заняться созданием полноценной сэйнэн-работы со сценами насилия. Так в 1984 году на свет появилась новая манга под названием Baoh (яп. バオー来訪者 Бао: Райхо:ся), где главный герой, заражённый загадочным паразитом, приобретает суперсилы и теперь должен бороться с организацией, которая пытается убить его. Однако манга не пользовалась популярностью, и Араки закончил работу, создав лишь 2 тома.
В другой работе, The Gorgeous Irene, Араки разрабатывает стиль персонажей с мощными накачанными фигурами. Следующей его работой стала манга JoJo’s Bizarre Adventure: Phantom Blood, ставшая магнум-опусом, которая завоевала большую популярность на территории Японии. По сюжету, молодой британец Джонатан Джостар сражается против Дио Брандо — новообращённого вампира, который жаждет завоевать мир. Араки решает в дальнейшем работать над мангой и создает множество сиквелов, охватывающих историю потомков Джонатана. Действие происходит также в разных странах и разные временные отрезки — с XIX века по наше время. При создании манги Араки вдохновлялся Рэмбо и Терминатором. Франшиза JoJo завоевала большую популярность далеко за пределами Японии, и новые серии продолжают выходить по сей день. Концепция сражений против вампиров и прочей нечисти с применением силы хамон была заменена на сражения с применением силы стендов, и Араки придерживается подобной концепции по сей день. За 30 лет выпуска манги, по состоянию на декабрь 2016 года, по всему миру было продано 100 миллионов копий манги. Третья часть, «Stardust Crusaders», считается самой известной во всей франшизе. Манга была несколько раз экранизирована, а сюжет использовался в ряде видеоигр.

## Другие работы
В сентябре 2007 года Араки нарисовал обложку со стендом для журнала мод Cell, в 2008 году — иллюстрации для романа Ясунари Кавабаты «Танцующая девочка из Идзу». Также Араки создал обложку музыкального альбома японской рок-группы Base Ball Bear Breeeeze Girl, на которой изобразил персонажа из вселенной Jojo.
В 2009 году Араки стал одним из 5 художников, которые должны были создать оригинальные произведения для выставки в Лувре. В качестве основного персонажа Араки выбрал Рохана Кисибэ из четвёртой части манги JoJo’s Bizarre Adventure — «Diamond Is Unbreakable», и нарисовал ряд комиксов с его участием, которые позже были показаны в Лувре на выставке Le Louvre invite la bande dessinée, призванной показать многообразие комиксов, выставка проводилась с 19 января по 13 апреля. Манга была опубликована во Франции и США компанией NBM Publishing в феврале 2012 года.
С 17 сентября по 6 октября 2011 года в квартале Синдзюку брендом Gucci была организована крупная выставка «Rohan Kishibe Goes to Gucci», в результате сотрудничества итальянского бренда, Араки и журнала моды Spur. Выставка отмечала 90-летие образования Gucci. Здесь была представлена фигура Рохана Кисибэ в натуральную величину, многочисленные работы Хирохико Араки, включая его новые выпуски за 2011—2012 год, оригинальный дизайн моды и также особый комикс под названием Rohan Kishibe Goes to Gucci, в котором Рохан отправляется на завод Gucci, чтобы раскрыть тайну волшебной сумки. Ещё одна история под названием Jolyne Flys to Gucci, где главной героиней становится Джолин Кудзё, была выпущена в журнале Spur в феврале 2013 года.
В результате Великого землетрясения Тохоку серьёзно пострадали исторические руины Хираидзуми, и Араки, с целью привлечь больше людей и общественных организаций с восстановлению памятников, создал специальные иллюстрации с памятниками.
17 декабря 2015 года (для Европы 1 июля 2016 года) вышла игра JoJo's Bizarre Adventure: Eyes of Heaven, в которой Араки нарисовал главного антагониста Дио Брандо достигшего рая и разработал сюжет самой игры. Игра вышла на платформах PlayStation 3 (только для Японии) и PlayStation 4.

## Работы

### Манга
- Покер под ружьем (яп. 武装ポーカー Бусё По:ка:, 1980 года)
- Outlaw Man (яп. アウトロー・マン Ауторо: Ман, 1981 года)
- Скажи привет Вирджинии (яп. バージニアによろしく Ба:дзиниа ни Ёросику, 1982 года)
- Б.Т. "озорной мальчик" (яп. 魔少年ビーティー Масёнэн Би: Ти:, 23 октября 1982 года)
- Baoh (9 октября, 1984 — 12 февраля 1985 года)
- Великолепная Ирина (яп. ゴージャス☆アイリン Го:дзясу Аирин, 1985-1986 год)
- JoJo’s Bizarre Adventure (2 декабря 1986 года — продолжается)
- Жизни чужаков (яп. 変人偏屈列伝 Хэндзин Хэнкуцу Рэцудэн, 1989-2003 год)
- Под казнью, Под побегом (яп. 死刑執行中脱獄進行中 Сикэй Сикко:тю Дацугоку Синко:тю:, 1994 год)
- Дольче, и его хозяин. (яп. ドルチ ～ダイ・ハード・ザ・キャット～ Дорути Дай Ха:до Дза Кятто, 1996 год)
- Так говорил Рохан Кисибэ (яп. 岸辺露伴は動かない Кисибэ Рохан ва Угоканай, 24 июня, 1997 года — 12 октября 2013 года) (спин-офф JoJo’s Bizarre Adventure)
- Вопросы Мертвеца (яп. デッドマンズQ Дэддомадзу Куэсутёндзу, 2 июня — 7 июля 1999 года)
- Приключения братьев Оинго и Боинго (яп. オインゴとボインゴ兄弟 大冒険 Оинго то Боинго Кёдай Дайбо:кэн, 23 октября 2002 года)
- Рохан Кисибэ в Лувре (яп. 岸辺露伴 ルーヴルへ行く Кисибэ Рохан Ру:вуру э Ику, 8 апреля 2010 года) (под-история JoJo’s Bizarre Adventure)
- Рохан Кисибэ встречает Гуччи (яп. 岸辺露伴 グッチへ行く Кисибэ Рохан Гутти э Ику, 23 августа 2011 года) (под-история JoJo’s Bizarre Adventure)
- Джолин, летай с Гуччи (яп. 徐倫、GUCCIで飛ぶ Дзёрин, Гутти дэ Тобу, 22 декабря 2012 года) (под-история JoJo’s Bizarre Adventure)

### Прочие публикации

Иллюстрация, созданная Араки в 2009 году в честь 10-летия манги «Наруто»

- Famicom Jump II: Saikyō no Shichinin (февраль 1991 года, Араки работал над дизайном седьмого босс-мастера)
- Kamedas (4 ноября 1991 года, Араки написал альтернативную историю манги Kochikame)
- JoJo’s Bizarre Adventure (4 ноября 1993 года, ранобэ, авторами которого являются Маёри Сэкидзима и Хироси Ямагути, а иллюстратором — Араки)
- JoJo 6251 (10 декабря 1993 года, артбук)
- JoJo A-Go!Go! (25 февраля 2000 года, обложка музыкального альбома Sugiurumn)
- GioGio’s Bizarre Adventure II: Golden Heart/Golden Ring (28 мая 2001 года, ранобэ, авторами которого являются Гити Оцука и Таро Миясё, а иллюстратором Араки)
- Life Ground Music (27 февраля 2002 года, обложка музыкального альбома Sugiurumn)
- Kochira Katsushika-ku Kameari Kōen-mae Hashutsujo (иллюстрации, созданные Араки к 30-летию манги)
- Catwalk (26 апреля 2006 года, обложка альбома Soul'd Out)
- Uniqlo (дизайн футболки)
- Fist of the North Star (2006 год, иллюстрации, посвящённые манге, опубликованные в Weekly Comic Bunch)
- Cell (7 сентября 2007 года, обложка журнала)
- The Book: JoJo’s Bizarre Adventure 4th Another Day (26 ноября 2007 года, ранобэ, автором которого является Оцуити, а иллюстратором — Араки)
- Breeeeze Girl (24 июня 2009 года, обложка ограниченного издания альбома Base Ball Bear)
- «Наруто» (2009 год, иллюстрация, созданная Араки в честь 10-летия манги)
- Shameless Purple Haze: Purple Haze Feedback (16 сентября 2011 года, ранобэ, автор — Кохэй Кадоно, иллюстратор — Араки)
- JoJo’s Bizarre Adventure Over Heaven (16 декабря 2011 года, ранобэ, автор — Нисио Исин, иллюстратор — Араки)
- Jorge Joestar (19 сентября 2012 года, ранобэ, автор — Отаро Майдзё, иллюстратор — Араки)
- X-Cross (19 сентября 2012 года, обложка альбома Саюри Исикавы)
- Hirohiko Araki Works 1981—2012 (2012 год, артбук)
- JoJomenon (5 октября 2012 года, артбук)
- JoJoveller (19 сентября 2013 года, артбук)
- «Штормбрейкер» (иллюстрации к американскому роману)